# Christophorus Sandius
Christoph o Christof Sand (Königsberg, 12 de octubre de 1644–Ámsterdam, 30 de noviembre de 1680), conocido por su nombre latinizado Christophorus Sandius, fue un escritor y filósofo partidario del arrianismo que publicó tratados de temática sociniana, aunque él no profesaba el socinianismo.
Durante sus últimos años en los Países Bajos, era conocido como Christof Van den Sand, y en el ámbito anglosajón es asimismo nombrado como Christopher Sandius.
Según el académico Lech Szczucki, Sandius habría recibido una esmerada educación por parte de su estricto padre, Christoph Sand, (f. 1686) un funcionario del gobierno establecido en Könisberg que posteriormente sería expulsado del cargo por sus simpatías antitrinitarias. Sandius hijo se refugió en Ámsterdam. Allí se ganó la vida como editor, autor y traductor, y ganó renombre entre los intelectuales europeos. Sostuvo la tesis de que el arrianismo había supuesto la cima de la teología de la Iglesia primitiva. Mantuvo buenas relaciones con los socinianos polacos exiliados Andrzej Wiszowaty y Stanislaw Lubieniecki, a pesar de sostener ligeras polémicas con ellos respecto al problema de la preexistencia de Jesucristo, rechazada por ambos pero la cual era aceptada por el arriano Sandius.
Sandius también mantuvo amistad con Baruch Spinoza, sobre todo al final de su vida en que se convirtió en uno de los más fieles seguidores del filósofo neerlandés. De 1676 a 1680, defendió al anónimo autor del Tractatus theologico-politicus en su correspondencia con el teólogo católico Pierre Daniel Huet.

## Obras
Sandius podría haber colaborado con el sociniano Frans Kuyper en su Bibliotheca Fratrum Polonorum quos Unitarios vocant (1668). Otras obras:
- 1669 Nucleus Historiae Ecclesiasticae, en 2 vols. 8vo, reimpresa en Colonia en 1676 (una edición figuraba en la biblioteca particular de Spinoza);[4] y en Londres en 1681.
- 1669 Interpretationes paradoxae IV. Evangeliorum (1670 ed.).
- 1669 Centuria Epigrammatum.
- 1671 Tractatus de Origine Animae.
- 1677 Notae et Observationes in G. J. Vossium de Historicis Latinis.
- 1678 Confessio Fidei de Deo Patre, Filio, et Spiritu Sancto, secundum Scripturam,
- Hermann Cingallus (pseud.) Scriptura sacrae trinitatis revelatrix[5]

Editado póstumamente por Benedykt Wiszowaty, nieto de Fausto Sozzini:
- Bibliotheca Antitrinitariorum: sive catalogus scriptorum et succinta narratio, Freistadt, 1684, 12mo. Contiene una recopilación de las vidas y escritos de autores socinianos como Georg Schomann, así como algunos tratados que ofrecen abundantes detalles de la historia los socinianos de Polonia.